# Oman aux Jeux olympiques d'été de 2020
Oman participe aux Jeux olympiques de 2020 à Tokyo au Japon. Il s'agit de sa 10e participation à des Jeux d'été.

## Athlètes engagés
| Sport         | Hommes | Femmes | Total |
| ------------- | ------ | ------ | ----- |
| Athlétisme    | 1      | 1      | 2     |
| Haltérophilie | 1      | 0      | 1     |
| Natation      | 1      | 0      | 1     |
| Tir           | 1      | 0      | 1     |
| Total         | 4      | 1      | 5     |

## Résultats

### Athlétisme
Oman bénéficie d'une place attribuée au nom de l'universalité des Jeux. Barakat al-Harthi dispute le 100 mètres masculin.
| Athlète           | Épreuve        | Tour préliminaire | Tour préliminaire | 1er tour | 1er tour | Demi-finale | Demi-finale | Finale   | Finale   |
| Athlète           | Épreuve        | Temps             | Rang              | Temps    | Rang     | Temps       | Rang        | Temps    | Rang     |
| ----------------- | -------------- | ----------------- | ----------------- | -------- | -------- | ----------- | ----------- | -------- | -------- |
| Barakat al-Harthi | 100 m masculin | 10 s 27           | 1er               | 10 s 31  | 7e       | Éliminé     | Éliminé     | Éliminé  | Éliminé  |
| Mazoon al-Alawi   | 100 m féminin  | 12 s 35           | 6e                | Éliminée | Éliminée | Éliminée    | Éliminée    | Éliminée | Éliminée |

### Haltérophilie
| Athlète                | Compétition           | Arraché  | Arraché | Épaulé-jeté | Épaulé-jeté | Total  | Rang |
| Athlète                | Compétition           | Résultat | Rang    | Résultat    | Rang        | Total  | Rang |
| ---------------------- | --------------------- | -------- | ------- | ----------- | ----------- | ------ | ---- |
| Amur Salim al-Khanjari | Moins de 81 kg hommes | 140 kg   | 12e     | 177 kg      | 13e         | 317 kg | 10e  |

### Natation
| Athlète       | Épreuve                   | Série   | Série | Demi-finale | Demi-finale | Finale  | Finale  |
| Athlète       | Épreuve                   | Temps   | Rang  | Temps       | Rang        | Temps   | Rang    |
| ------------- | ------------------------- | ------- | ----- | ----------- | ----------- | ------- | ------- |
| Issa al-Adawi | 100 m nage libre masculin | 51 s 81 | 53e   | Éliminé     | Éliminé     | Éliminé | Éliminé |

### Tir
| Athlète              | Compétition                 | Qualification | Qualification | Finale  | Finale  |
| Athlète              | Compétition                 | Points        | Rang          | Points  | Rang    |
| -------------------- | --------------------------- | ------------- | ------------- | ------- | ------- |
| Hamed Said al-Khatri | Carabine à 50 m 3 positions | 1 148         | 35e           | Éliminé | Éliminé |